# Plan Z
Plan Z var namnet på Adolf Hitlers upprustningsprogram för tyska flottan före det andra världskriget. 
Plan Z gick ut på att mellan 1939 och 1946 bygga 13 slagskepp och slagkryssare, 4 hangarfartyg, 15 fickslagskepp, 23 kryssare, 22 större jagare samt hundratals mindre enheter allt till en kostnad av 33 miljarder riksmark. En fraktion inom den tyska flottan hade velat satsa på en stor ubåtsflotta istället men så blev det inte då man i vilket fall ansåg sig behöva en flotta med ytfartyg för att kunna bryta sig ut till Atlanten. Flera av de planerade fartygen hann bli kölsträckta 1939 men arbetet stoppades vid andra världskrigets utbrott i september och under de följande månaderna skrotades de ofärdiga fartygen och materialet användes till att bygga ubåtar istället. Ett undantag till detta var ett av de mer kända fartygen i Plan Z, hangarfartyget Graf Zeppelin som blev sjösatt men som aldrig färdigställdes.